# Akureyrarbær
Akureyrarkaupstaður är en kommun i republiken Island.   Den ligger i regionen Norðurland eystra, i den norra delen av landet, 240 km nordost om huvudstaden Reykjavík. Akureyrarkaupstaður är Islands fjärde största kommun (efter tre städer i huvudstadsområdet, Reykjavik, Kópavogur och Hafnarfjörður). Akureyri är kommunens huvudort. I Akureyrarkaupstaður bor 19 642 personer (2022).
Trakten ingår i den boreala klimatzonen. Årsmedeltemperaturen i trakten är −3 °C. Den varmaste månaden är juli, då medeltemperaturen är 10 °C, och den kallaste är februari, med −12 °C.